# Dasyprocta croconota
L'aguti arancione (Dasyprocta croconota Wagler, 1831) è un roditore diffuso nel Brasile orientale a sud del Rio delle Amazzoni e nella regione del delta dello stesso fiume. Il suo status è controverso: sebbene venga attualmente considerato una specie a sé, alcuni studiosi lo classificano come una sottospecie dell'aguti dorato (D. leporina).

## Descrizione
L'aguti arancione presenta una lunghezza testa-corpo che varia tra 46,5 e 56,0 centimetri e un peso che oscilla tra i 2,2 e i 2,8 chilogrammi. L'orecchio misura 40-45 millimetri, il piede posteriore 105-110 millimetri e la coda 10-25 millimetri. La parte posteriore del corpo presenta una colorazione uniforme, arancione chiaro senza pigmentazione più scura, caratteristica che distingue questo aguti dalle altre specie del genere. Lungo il dorso corre una striscia grigia. La parte anteriore del corpo è grigia, mentre i fianchi sono di un colore arancione più chiaro, con i singoli peli che presentano singole bande più scure.

## Distribuzione e habitat
L'areale dell'aguti arancione è limitato al Brasile orientale a sud del Rio delle Amazzoni: in questa zona è presente dal corso inferiore del Rio Tapajós al Rio Tocantins fino al delta del Rio delle Amazzoni e sulle isole di Marajó e Mexiana.

## Biologia
L'aguti arancione vive nelle foreste pluviali umide di pianura vicino al delta del Rio delle Amazzoni, dove si trova sia nelle zone di foresta primaria che di quella secondaria e ai margini della foresta, dal livello del mare a un'altitudine di circa 200 metri. Alcune zone dell'areale sono caratterizzate da fitte aree di foresta pluviale (Floresta ombrófila densa). A Marajó si trova principalmente nelle foreste costiere e nelle boscaglie. Come altre specie del suo genere, è erbivoro e si nutre principalmente di frutta, semi e noci. Non abbiamo a disposizione altre informazioni sullo stile di vita di questo animale.

## Tassonomia
Su Handbook of the Mammals of the World del 2016 l'aguti arancione viene classificato come una specie distinta all'interno del genere degli aguti (Dasyprocta), che consiste di più di dieci specie riconosciute. Esso venne descritto per la prima volta dallo zoologo tedesco Johann Georg Wagler nel 1831 a partire da un esemplare proveniente da Brasilia ad flumen Amazonum, località delimitata nel 1999 da Gilson Evaristo Iack-Ximenes a Santarém sul Rio Tapajós nello stato brasiliano del Pará. Nel 1923 Oldfield Thomas lo classificò come sottospecie dell'aguti dorato (D. leporina) e da allora è stato per lo più considerato una sua sottospecie o un suo sinonimo. Fu solo con le ricerche di Iack-Ximenes che l'aguti arancione ritornò a essere considerato una specie a sé sulla base di chiare differenze fisiche e di una simultanea sovrapposizione dell'areale a quello dell'aguti dorato «tipico». Wilson e Reeder (2005), tuttavia, hanno continuato a classificare l'aguti arancione come una sottospecie di quest'ultimo.
L'aguti arancione è monotipico.

## Conservazione
A causa della scarsità di informazioni, l'Unione internazionale per la conservazione della natura (IUCN) non ha ancora classificato l'aguti arancione in una categoria, e sulla Lista Rossa figura come specie con «dati insufficienti» (Data Deficient). Tuttavia, la IUCN ha adottato la classificazione come specie separata.